# Philippe IV en costume de chasseur
Ne doit pas être confondu avec Portrait de Philippe IV en chasseur.
Le portrait de Philippe IV en costume de chasseur est une huile sur toile de Diego Vélasquez peinte entre 1634 et 1636 et conservée au musée du Prado depuis 1828.

## Le thème de la chasse
Le roi Philippe IV d'Espagne avait chargé Vélasquez d'une série de toiles sur le thème de la chasse, destinés à décorer son nouveau pavillon de chasse, la tour de la Parada, construite sur le mont du Pardo, près de Madrid. Ce pavillon se changea rapidement en l'un des plus importants musées de peintures où furent exposées une longue série de toiles sur les Métamorphoses d'Ovide peintes par Rubens. Ce pavillon était exclusivement réservé à la cour, et personne d'autre n'y avait accès. Il s'y trouvait de très nombreuses toiles mythologiques et une grande variété de nus.
Vélasquez peignit pour la tour de la Parada deux autres toiles sur le thème de la chasse : le Cardinal-Infant Ferdinand d'Autriche chasseur et le Prince Baltasar Carlos chasseur. Les trois œuvres ont plusieurs points en commun : leur format étroit, le personnage représenté de trois quarts, le fusil de chasse à la main, le costume de chasse des protagonistes et, point essentiel, la casquette sur la tête. On sait que le peintre travailla sur de nombreuses autres toiles sur ce thème mais aucune autre ne se trouve en Espagne.

## Genèse de l'œuvre
Philippe IV d'Espagne apparaît avec un tabard marron duquel se détache un col de flanelle, il porte des culottes et des chausses sombres. Dans la main droite, il tient un fusil et un chien est assis à ses pieds. Il est couvert d'une casquette. Il existe une autre version où le roi tient sa casquette à la main, au musée de Castres. Grâce aux études menées par le Prado et le Louvre sur les deux versions, on sait maintenant que Vélasquez a travaillé conjointement sur les deux tableaux, modifiant l'un, puis l'autre. Ce sont les repentirs qui apparaissent sur les deux qui nous révèlent la genèse, passionnante, de l'œuvre. On découvre ainsi, avec fascination, le processus de création du maître. Dans la première version, le roi tenait sa casquette à la main. Puis, il a adopté le port de la casquette pour la commande royale de la tour de la Parada et fit de même pour les deux autres portraits en costume de chasseur qui s'y trouvaient, pour harmoniser l'ensemble. Et pourtant, l'ingratitude du visage du roi, due à la forte consanguinité de sa famille, est encore accentuée par le port de cette casquette...

## Variante

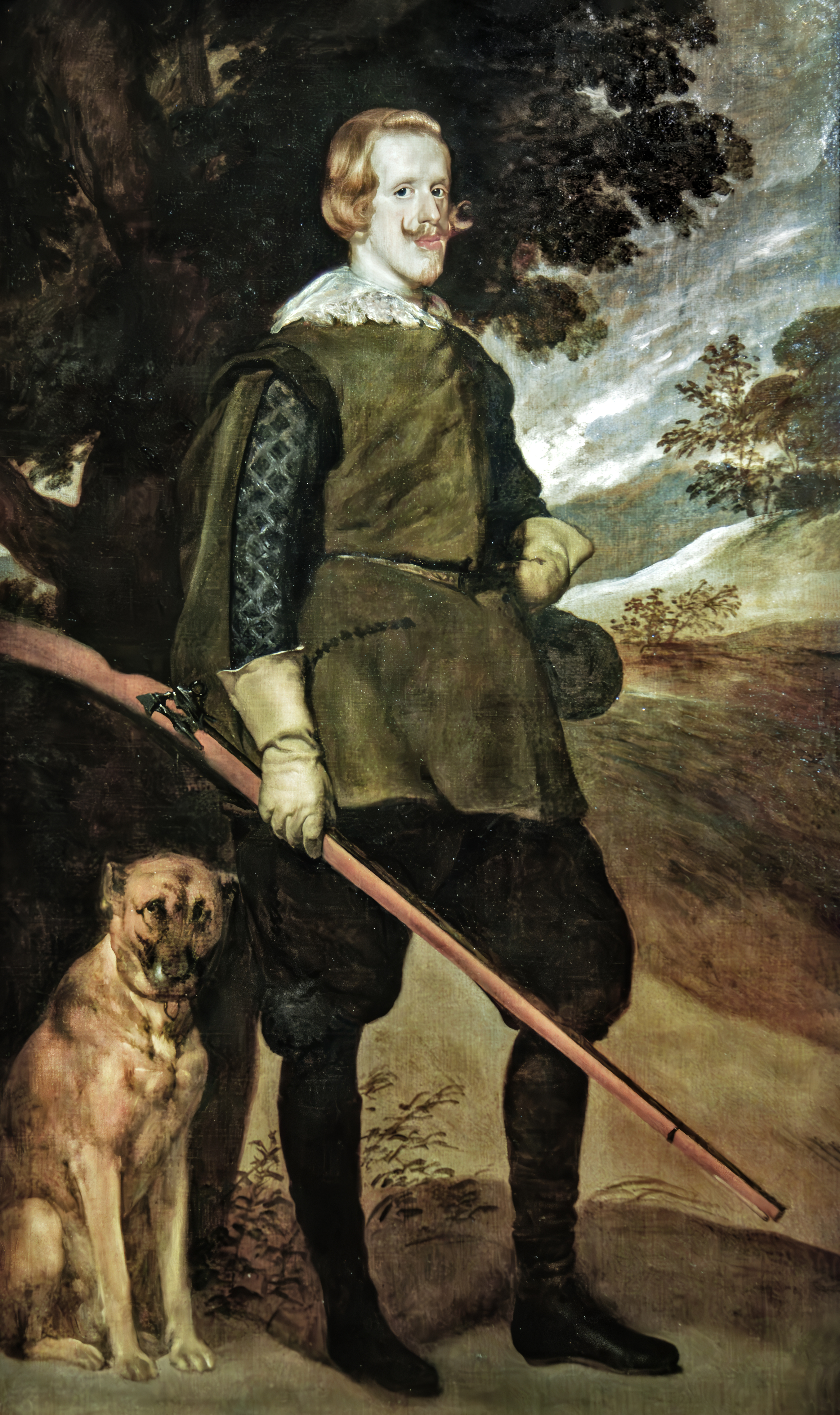
Portrait de Philippe IV en chasseur, vers 1634-1636 – Musée Goya, Castres.

La version conservée au musée Goya de Castres, où le souverain est représenté dans cette pose mais casquette à la main, a été acquise par le Louvre en 1862 auprès du critique et marchand d'art réputé Otto Mündler. Elle a longtemps été considérée comme d'atelier. C'est pour cette raison que René Huyghe a décidé en 1949 de l'envoyer au musée de Castres. Elle a été réévaluée en version autographe par Jean-Louis Augé, et par Guillaume Kientz,, responsable de la peinture espagnole au Louvre, à la suite des recherches menées conjointement à Paris et à Madrid. Outre les repentirs, qui montrent clairement que Vélasquez est passé de l'une à l'autre version, Guillaume Kientz note la qualité de certains détails (sauf le visage) et ce qu'il appelle le « geste-signature » du peintre : la présence de traces verticales de pinceau vers le haut de la toile, geste que le maître accomplissait pour essuyer ou essorer son pinceau.
Dans le paysage, l'élément principal est un chêne  qui accompagne le personnage. On peut admirer la forêt du Pardo et au fond, très loin, la montagne bleutée de Madrid. Le ciel est gris et nuageux, typique d'un après-midi d'automne.